# Peter Peer
Peter Peer, slovenski računalnikar, univerzitetni profesor, * 3. januar 1975, Slovenj Gradec.
Peter Peer je leta 1993 maturiral na Šolskem centru Velenje. Nato se je vpisal na Fakulteto za elektrotehniko in računalništvo Univerze v Ljubljani, kjer je leta 1998 diplomiral iz računalništva. Nato je na Fakulteti za računalništvo in informatiko Univerze v Ljubljani še magistriral (2001) in doktoriral (2003) iz računalništva pod mentorstvom Franca Soline. Po doktoratu se je eno leto izpopolnjeval še v Španiji na Centre of Studies and Technical Research of Gipuzkoa (CEIT), ki deluje v okviru Tecnun v San Sebastiánu, inženirske fakultete Univerze v Navarri.
Peer je od leta 1999 vključen v pedagoški proces na Fakulteti za računalništvo in informatiko (FRI), od leta 2019 kot redni profesor. Leta 2018 je Peer postal prodekan za gospodarske zadeve in član fakultetnega Upravnega odbora, od leta 2019 pa je predstojnik Laboratorija za računalniški vid.
Kot gostujoči predavatelj se je udeležil številnih znanstvenih srečanj po vsem svetu, predavanja pa je imel po številnih tujih univerzah. Poleti 2017 je predaval na Kyungpook National University v Južni Koreji. Od leta 2020 pa kot gostujoči profesor predava predmet Slikovna biometrija na Severno-Kavkaški zvezni univerzi v Rusiji.
Svoje raziskovalno delo posveča računalniškemu vidu in okviru tega, predvsem biometriji. Iz te problematike je Peer objavil več kot sto znanstvenih člankov, organiziral je tekmovanja v biometričnem prepoznavanju uhljev in oči ter urejal posebne številke znanstvenih revij posvečene tej tematiki. Pridobil oziroma sodeloval je na številnih raziskovalnih projektih s tega področja. Raziskovalno deluje v okviru programske skupine Računalniški vid.

## Izbrana bibliografija
- Peter Peer, Franc Solina. Panoramic depth imaging: single standard camera approach. International journal of computer vision 47(1/2/3):149-160, 2002. (COBISS)
- Jure Kovač, Peter Peer, Franc Solina. Human skin colour clustering for face detection. V: Baldomir Zajc (ur.), Marko Tkalčič (ur.). Proceedings IEEE Region 8 EUROCON 2003: computer as a tool, 22-24 September 2003, Ljubljana, Slovenia. Piscataway: IEEE, Vol. 2, str. 144-148, 2003. (COBISS)
- Luis Galo Corzo, Jose Antonio Penaranda, Peter Peer. Estimation of a fluorescent lamp spectral distribution for color image in machine vision. Machine vision and applications 16(5):306-311, 2005. (COBISS)
- Peter Peer, Luis Galo Corzo. Local pixel value collection algorithm for spot segmentation in two-dimensional gel electrophoresis research. International Journal of Genomics, Article ID 089596, 9 pages, 2007. (COBISS)
- Žiga Emerišič, Vitomir Štruc, Peter Peer. Ear recognition: more than a survey. Neurocomputing 255:26-39, 2017. (COBISS)
- Blaž Meden, Refik Can Malli, Sebastjan Fabijan, Hazim Kemal Ekenel, Vitomir Štruc, Peter Peer. Face deidentification with generative deep neural networks. IET signal processing 11(9):1046-1054, 2017. (COBISS)
- Peter Rot, Matej Vitek, Klemen Grm, Žiga Emeršič, Peter Peer, Vitomir Štruc. Deep sclera segmentation and recognition. V: Andreas Uhl (ur.). Handbook of vascular biometrics. Springer Open, str. 395-432, 2020. (COBISS)
- Tim Oblak, Jaka Šircelj, Vitomir Štruc, Peter Peer, Franc Solina, Aleš Jaklič. Learning to predict superquadric parameters from depth images with explicit and implicit supervision. IEEE access 9:1087-1102, 2021. (COBISS)